# Marjolein Teepen

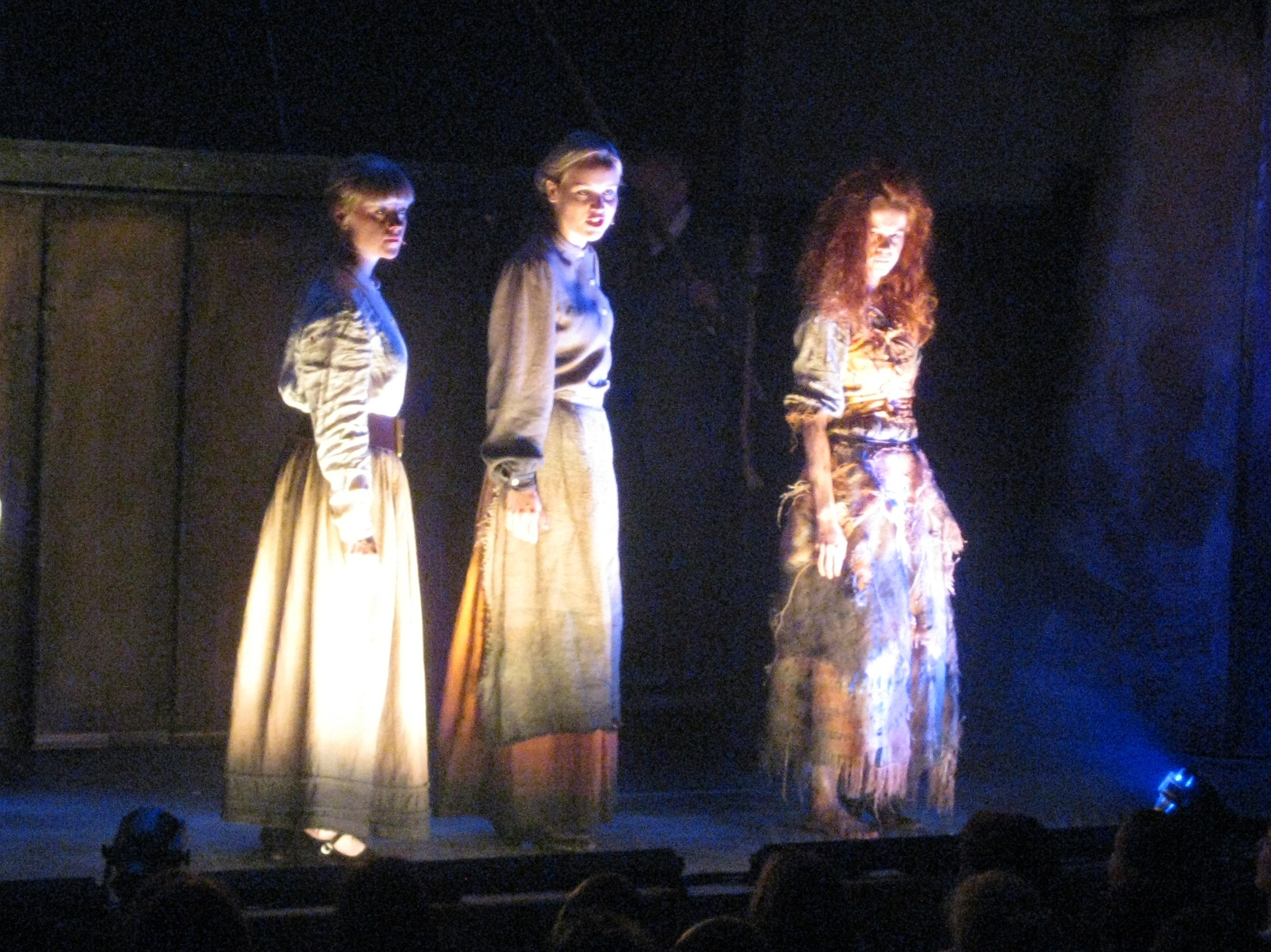
Teepen (rechts) in de musical Sweeney Todd.

Martina Johanna Catharina Marjolein Teepen (Deurne, 6 augustus 1980) is een Nederlands zangeres, danseres en (musical)actrice. Zij is bij het Nederlandse publiek vooral bekend van het televisieprogramma Op zoek naar Evita uit 2007, waarin zij in de finale uitkwam. Tot en met najaar 2011 nam ze in de musical We Will Rock You de vrouwelijke hoofdrol van Scaramouche voor haar rekening, zowel in Utrecht als in Antwerpen.

## Biografie
Teepen volgde tussen 1991 en 1995 de vooropleiding van de Hogeschool voor de Kunsten in Arnhem en is in 1999 afgestudeerd in de richting Klassieke Dans aan het Stedelijk Instituut voor Ballet in Antwerpen. Vanaf 1999 volgde ze zanglessen bij Jimmy Hutchinson en heeft ze zich aangesloten bij het Theatergezelschap Opus One. Bij Opus One startte zij haar musicalcarrière in De Klokkenluider van de Notre Dame en was vervolgens tot 2005 in vele producties van Opus One te zien. Van oktober 2006 tot en met oktober 2007 speelde Teepen het ondeugende katje Lorrenjopie in Cats.
Van december 2007 tot en met 11 november 2008 was ze de alternate / eerste understudy voor de titelrol in Evita, waardoor Teepen enkele keren per week de titelrol heeft vertolkt. De keren dat zij dit niet deed was ze te zien in het ensemble. In juli 2008 is Teepen ook een aantal keren opgegaan in de rol van maîtresse, omdat de vaste speelster voor deze rol, Anouk Maas, de productie had verlaten om te gaan repeteren voor haar rol in The Sound of Music.
Op 7 oktober 2008 verzorgde Teepen samen met Kayak en gasten als Syb van der Ploeg een optreden in Paradiso ter gelegenheid van Kayaks 35-jarige bestaan. Van dit concert, met daarin een reprise van Nostradamus, verscheen een dvd en 2-cd. Op 15 maart 2009 verzorgde Teepen in Deurne een optreden ter gelegenheid van de opening van het nieuwe cultureel centrum aldaar.
Van mei tot en met augustus 2009 speelde Teepen een rol in de musical Joseph and the Amazing Technicolor Dreamcoat. Hierna vertrok ze naar Londen, waar ze een postdoctorale opleiding aan de Mountview Academy of Theatre Arts volgde, die mede mogelijk gemaakt werd door een studiebeurs van de VandenEnde Foundation. Met het Limburgs Fanfare Orkest vertolkte zij de meeste liedjes uit de musical Evita in de productie Evita meets Brass. 
Teepen speelde de vrouwelijke hoofdrol van Scaramouche in de musical We will Rock You, die op 3 september 2010 in première ging in het Beatrix Theater in Utrecht. Vanwege haar rol in We Will Rock You kon Teepen de postdoctorale opleiding in Londen niet regulier afronden door het spelen in een productie in London. In plaats hiervan zijn examinatoren naar Utrecht gekomen om haar spel als Scaramouche in We Will Rock You te beoordelen. Op 24 september 2010 hoorde Teepen de uitslag. Vanaf december 2012 zou ze te zien zijn als Keet het Monster en Lucy de Slet in de musical Avenue Q, maar de producent van deze musical, 3 and a Crowd, stopte ermee, waardoor de musical vooralsnog is teruggetrokken. Teepen heeft daarna een rol geaccepteerd in een nieuwe Duitstalige productie van We Will Rock You die vanaf eind 2012 speelde in Basel en Essen. In 2013 keerde zij weer terug naar Nederland om te gaan spelen in de musical Flashdance én de musical De Kleine Blonde Dood.
In 2014 zong ze mee op Kayaks album Cleopatra - The crown of Isis en trad tijdens de daaropvolgende concerten op als vervangster van Cindy Oudshoorn, die bij de band vertrokken was.
Van 5 juni tot en met 5 juli 2015 vertolkte zij de titelrol in de musical Kiss of the spiderwoman, geregisseerd en vertaald door Koen van Dijk, in het Zonnehuis in Amsterdam-Noord.
Van 20 mei tot en met 20 juni speelt zij de rol van bedelares in Sweeney Todd weer in het Zonnehuis in Amsterdam-Noord.
In 2022 heeft Teepen Bring it On van Musical 2.0 geregisseerd.

## Theater
| Jaartal première | Producent                         | Naam productie                               | Rol                                                                                  |
| ---------------- | --------------------------------- | -------------------------------------------- | ------------------------------------------------------------------------------------ |
| 1999             | Opus One                          | De Klokkenluider van de Notre Dame           | Leontine en andere rollen                                                            |
| 2000             | Opus One                          | Een Midzomernachtsdroom                      | Lathyrus en andere rollen                                                            |
| 2001             | Opus One                          | Belle en het Beest                           | Prudence en andere rollen                                                            |
| 2002             | Opus One                          | Jungle Book (zomertoer)                      | De witte cobra, Raksha, Priesteres en andere rollen                                  |
| 2002             | Opus One                          | Lekker Zingen                                | -                                                                                    |
| 2003             | Opus One                          | Tijl Uilenspiegel                            | Katelijne en andere rollen                                                           |
| 2003             | Opus One                          | Buster en Benjamin                           | Elvira, Piet de Honingvogel                                                          |
| 2004             | Opus One                          | Jungle Book (reprise)                        | De witte cobra, Raksha, Priesteres en andere rollen                                  |
| 2004             | Opus One                          | Alice in Wonderland                          | Alice                                                                                |
| 2005             | Kayak                             | Nostradamus                                  | Diverse rollen, choreografie                                                         |
| 2005             | Mark Vijn                         | Sweet Charity                                | Ensemble, understudy Charity                                                         |
| 2006             | Joop van den Ende                 | Cats                                         | Lorrenjopie                                                                          |
| 2007             | Joop van den Ende                 | Evita                                        | Ensemble, alternate / 1e understudy Evita                                            |
| 2008             | Opus One                          | De Man van La Mancha                         | Aldonza (Dulcinea)                                                                   |
| 2009             | Joop van den Ende                 | Joseph and the Amazing Technicolor Dreamcoat | Ensemble                                                                             |
| 2009             | Limb. Fanfare Orkest              | Evita meets Brass                            | Soliste                                                                              |
| 2010             | Joop van den Ende                 | We Will Rock You                             | Scaramouche                                                                          |
| 2011             | Stage Entertainment e.a. *        | We Will Rock You ( Antwerpen)                | Scaramouche                                                                          |
| 2012             | Rocket                            | Musical Classics in Ahoy (Rotterdam)         | Soliste                                                                              |
| 2012             | QUEEN Theatrical Productions e.a. | We Will Rock You (Duitstalige toer)          | Ensemble, understudy Ozzy, understudy Killer Queen                                   |
| 2013             | Albert Verlinde Entertainment     | Flashdance                                   | Tess                                                                                 |
| 2013 - 2014      | Albert Verlinde Entertainment     | De Kleine Blonde Dood                        | Mieke                                                                                |
| 2014 - 2015      | QUEEN Theatrical Productions e.a. | We Will Rock You (Duitsland)                 | Ensemble / Teen Queen, understudy drie rollen t.w. Scaramouche, Ozzy en Killer Queen |
| 2015             | Opus One                          | Kiss of the Spider Woman                     | Aurora / De Spinnenvrouw                                                             |
| 2016             | STENT Producties                  | WE WANT QUEEN                                | Soliste                                                                              |
| 2016             | Opus One                          | Sweeney Todd                                 | Bedelares                                                                            |
| 2018 - 2019      | TEC Entertainment                 | The Addams Family                            | Wednesday en alternate Morticia                                                      |

(*) Stage Entertainment, VTM, QUEEN Theatrical Productions en Michael Brenner

## Televisie
- In Op zoek naar Evita viel Marjolein volgens 'musicalicoon' Willem Nijholt en het panel (Erwin van Lambaart, Pia Douwes, Peter Van De Velde) op door haar ontwikkeling gedurende de liveshows, waarin ze onder andere Ik hou van jou, oorspronkelijk van Maribelle en de titelsong uit De Man van La Mancha vertolkte. Dit laatste bleef niet onopgemerkt bij haar voormalige werkgever Opus One, die haar vervolgens heeft gepolst of ze interesse had om de vrouwelijke hoofdrol in deze musical op zich te nemen.[3] In de halve finale heeft ze gekozen voor Astonishing uit Little Women en in de finale sloot ze af met Mijn Leven Is Van Mij uit Elisabeth. Uiteindelijk heeft Marjolein in het programma de derde plaats bereikt.
- Tijdens het Musical Award Gala op 2 juni 2008 vertolkte Teepen het nummer Aldonza uit de musical De Man van La Mancha, waarin Teepen in het seizoen 2008 / 2009 de vrouwelijke hoofdrol Aldonza voor haar rekening nam. Op datzelfde gala in 2010 vertolkte ze twee nummers uit de musical We Will Rock You.
- Teepen was tevens te zien in de kerstspecial samen met een aantal Joseph- en Evita-kandidaten, waarvan een deel op Eerste kerstdag 2008 en een ander deel op Oudejaarsavond 2008 werd uitgezonden.

## Prijzen

### Musical Award
- Marjolein Teepen won in 2003 de John Kraaijkamp Musical Award voor het beste aanstormend talend voor haar rol als Katelijne in de musical Tijl Uilenspiegel. De twee andere genomineerden voor deze categorie waren Tooske Breugem en Oren Schrijver.

- in 2017 won zij haar tweede Award, die voor beste vrouwelijke bijrol in een grote musical voor haar rol als bedelares in de musical Sweeney Todd, en liet daarmee Eva van der Gucht en Ellen Evers achter zich.

- In 2011 was ze genomineerd in de categorie beste vrouwelijk hoofdrol in een grote musical, voor haar rol van Scaramouche in de Utrechtse versie van We Will Rock You.

- In 2014 was Teepen genomineerd in de categorie beste vrouwelijk hoofdrol in een kleine musical, voor haar rol van Mieke in De Kleine Blonde Dood.

### Vlaamse Musicalprijs
- In 2012 heeft ze de Vlaamse Musicalprijs in de categorie beste vrouwelijke hoofdrol gewonnen, voor haar rol van Scaramouche in de Antwerpse versie van We Will Rock You. De twee andere genomineerden voor deze categorie waren Deborah De Ridder en Marilou Mermans.